# Hitman (игра)
Hitman (букв. с англ. — «Наёмный убийца») — компьютерная игра 2016 года в жанре стелс-экшена, разработанная датской студией IO Interactive и изданная Square Enix. Шестая игра серии Hitman.
Игра является первой частью трилогии World of Assassination. Вторая часть — Hitman 2 (2018). Третья часть, замыкающая сборник Hitman: World of Assassination — Hitman 3 (2021).

## Сюжет
Игра начинается с пролога, в котором действия разворачиваются за 15-20 лет до событий самой игры, с момента, когда Агент 47 только начал работать на МКА, где он знакомится со своим будущим связным — Дианой Бернвуд. Агенту предлагают пройти в огромном тайном комплексе МКА в Гренландии тренировочную миссию. Несмотря на исключительные показатели и великолепную подготовку новичка, директор МКА Эрих Содерс настроен враждебно по отношению к нему — о прошлом нового агента ничего не известно, кроме того, у Агента отсутствуют точки давления, которые МКА могло бы в случае чего использовать. Диане Бернвуд приходится многое поставить на кон, чтобы убедить Содерса провести финальное испытание — тренировочную миссию по устранению советского шпиона-перебежчика Джаспера Найта. Прообраз этой миссии в 1980-х годах был успешно выполнен самим Содерсом, который смог проникнуть на территорию советской военной базы на Кубе и убить шпиона. Агент, взявший оперативный псевдоним 47-й, с блеском справляется со всеми тестами и начинает полноценно работать на Агентство под началом Дианы. Перед нами проносятся флешбеки предыдущих игр, где 47-й мастерски избавляется от целей (среди них Хаямото Младший, Фриц Фукс, полковник Дельгадо и Дом Озмонд).
Спустя 15-20 лет после этих событий Агент 47 получает контракт на устранение лидеров тайной организации IAGO — Далии Марголис и Виктора Новикова, занимающихся шпионажем и торговлей секретной информацией под прикрытием модельного агентства. В распоряжение IAGO попали сведения об агентах МИ-6 в Средней Азии. Чтобы не допустить огласки, МИ-6 нанимает МКА для устранения целей на очередном аукционе по продаже информации в Париже. За день до этого Новиков передаёт все сведения, находящиеся в распоряжении IAGO, неизвестному лицу в обмен на убийство высокопоставленного сотрудника ФСБ и уничтожение компромата на самого Новикова. В момент передачи сведений «Тайный клиент» передаёт сообщение сообщникам: «Опубликовать имена»,— что также приводит к заказам на устранение лидеров IAGO.
После успешной миссии в Париже, Агент 47 вылетает на курорт Сапиенцу (Италия), где ему предстоит устранить двух учёных — Сильвио Карузо и Франческу де Сантис, и уничтожить прототип вируса избирательного действия, разрабатываемого ими. Спустя неделю после успешного выполнения операции в Йоханнесбурге представитель заказчика ДНК-вируса, занимаясь расследованием убийства учёных и уничтожения вируса, попадает в засаду «Тайного клиента», который следил за представителем с момента его вылета из Италии. Угрожая пистолетом, он требует некий «ключ». Передавая этот «ключ», представитель предупреждает, что ключ сам по себе бесполезен, и что некая организация под названием «Провиденс» выследит его, на что убийца говорит, что другой агент по имени Кобб говорил ему то же самое, после чего убивает представителя.
Тем временем, Агент 47 прибывает в Марракеш (Марокко), чтобы устранить мошенника-банкира Клауса Стандберга, укрывающегося от разъярённой толпы в шведском консульстве, и генерала Резу Зейдана, планирующего с помощью средств банкира и под прикрытием беспорядков устроить военный переворот в стране. Убив обе цели, 47-й предотвращает заговор в зародыше. Спустя два дня два представителя «Провидения» вскрывают хранилище с активами своей организации в Нью-Йорке. Они обсуждают смерть своего агента в Йоханнесбурге и Кобба, у которых были парные ключи к хранилищу, а также неудавшуюся попытку переворота в Марра́кеше и уничтожение ДНК-вируса. Один из них приходит к выводу, что данные из хранилища, содержащие информацию о сотрудниках «Провидения», скомпрометированы. Он советует другому, называя его «Директором», готовиться к обороне, так как теперь «Провидение» находится под ударом.
47-й получает новый контракт в Бангкоке (Таиланд). Сын медиамагната и миллиардера Томаса Кросса рок-музыкант Джордан Кросс обвинялся в убийстве своей девушки Анны Хаймур, упавшей с балкона небоскрёба, однако семейный адвокат Кроссов Кен Морган сумел оправдать его в суде за неимением достаточных улик. Семья Хаймур, желая отмщения, заказывает убийство Джордана Кросса и Кена Моргана, находящихся на тот момент в бангкокском отеле. Спустя неделю после исполнения контракта Томаса Кросса похищают, а затем находят мёртвым, а его офшорные банковские счета оказались кем-то опустошены. Диана информирует, что ICA обеспокоено последними контрактами, так как в них прослеживается некий «Тайный клиент», который организовывал утечки информации, впоследствии приводивших к устранению следующих целей контрактов.
ICA выясняет, что утечки были организованы хакером Оливией Холл с ранчо в Колорадо. Этим ранчо владеет эко-террорист Шон Роуз, превративший его в тренировочную базу повстанческой группы. Совет директоров ICA под влиянием Эриха Содерса приказывает устранить Роуза и его полевых командиров, предполагая, что он является тем самым «Тайным клиентом». Устранив все цели, Агент 47 оказывается в командном центре базы и обнаруживает, что «Тайный клиент» отслеживал все его контракты на протяжении десятилетий, чтобы удостовериться в его почерке. Все цели недавних контрактов при этом были связаны с «Провидением», тайной организацией международной элиты. Выясняется, что бывший директор ICA Эрих Содерс является информатором «Провидения» в ICA. Уход Агента 47 с ранчо сопровождает «Тайный клиент», отслеживающий его через прицел снайперской винтовки. Он разговаривает по гарнитуре с Оливией Холл, которая убеждает его убить 47-го. Однако «Тайный клиент» в ответ рассказывает историю из своего детства, когда он со своим другом пытался убежать из некоего места, однако их нашли и убили всех, кто помогал им во время побега. Провожая уход 47-го, он говорит, что «знает его как никто другой».
ICA получает подтверждение, что Содерс перешёл на сторону «Провидения» в обмен на трансплантацию сердца, осложнённую тем, что Содерс страдает врождённым пороком правостороннего сердца. Операция назначена в сверхсовременной и сверхохраняемой больнице в Хоккайдо (Япония). Чтобы предотвратить компрометацию организации, ICA приказывает устранить Содерса. Агент 47 под именем Тобиаса Рипера, пациента клиники, убивает его и его подручную Юки Ямадзаки, адвоката якудза. После успешного завершения операции происходит встреча Дианы и представителя «Провидения» в вагоне поезда. Представитель сообщает, что его организации теперь известно о роли ICA в атаке «Тайного клиента» на «Провидение», и предлагает объединить усилия в выслеживании «Тайного клиента». Чтобы подкрепить сделку, он обещает предоставить информацию о прошлом Агента 47, показывая детскую фотографию 47-го, намекая на известность «Провидению» данных об экспериментах Орт-Мейера.
На этом события первого сезона завершаются.

## Игровой процесс
Разработчики отказались от множества спорных нововведений, появившихся в Hitman: Absolution, в пользу более традиционного подхода, использовавшихся в предыдущих играх серии. Так, игра снова стала концентрироваться на целостных и самодостаточных миссиях, различных способах достижения целей. В новой игре сохранилась система контрактов — особых заданий, создаваемых пользователями для последующего прохождения другими игроками и составления рейтинга между ними. Вместе с тем, появились новые виды контрактов. Сюда входят «обострения», в которых игроку предстоит выполнить задания на протяжении нескольких этапов, каждый из которых сложнее предыдущего. Также появились «неуловимые цели» — особые миссии, которые являются игровым событием с ограниченным временем действия, причём игроку даётся только одна попытка устранить цель: сохранения во время миссии отключены, при выполнении хотя бы одного задания миссии её будет невозможно перезапустить, при смерти игрока миссия считается проваленной.
Выполнение миссии содержит в себе очень много подготовительной работы:
сбор информации о привычках и планах цели, разведка локации, поиск наиболее эффективного способа устранения цели и так далее. По мере повышения уровня опытности игрока в конкретной миссии становятся доступными новое снаряжение, тайники и стартовые точки (вместе с соответствующей маскировкой). При достижении максимального уровня становится доступным режим «Профессионал», отличающийся от обычного усложнённым игровым процессом.

## Разработка
Первоначально планировалось, что вести разработку новой игры серии будет Square Enix Montreal, однако 17 июня 2013 года стало известно, что за проект возьмётся основательница серии IO Interactive, в связи с чем была произведена реорганизация студии, в ходе которой половина сотрудников была временно уволена, а все проекты студии, не связанные с Hitman, заморожены.
16 января 2014 года IO Interactive поделилась с фанатами концепцией будущей игры. Планировалось, что миссии новой игры будут менее линейными и с большими открытыми картами. Было решено отказаться от концепции контрольных точек (наличие которых критиковалось в Hitman: Absolution). Было заявлено, что режим контрактов снова вернётся в серию.
Официальный анонс игры состоялся 15 июня 2015 года на конференции Sony в рамках выставки E3 2015. Также стало известно, что бета-версия игры станет эксклюзивом консоли PlayStation 4. На следующий день, 16 июня, был показан игровой процесс. Также было объявлено, что протагониста игровой серии 47-го будет снова озвучивать Дэвид Бэйтсон.
28 августа на выставке PAX Prime компания Square Enix и студия IO Interactive опубликовали первое видео, в котором демонстрируется прохождение одной из миссий стелс-шутера Hitman. Разработчики заявили, что возвращаются к классической схеме — перед каждой вылазкой проводится инструктаж, где игрок выбирает необходимое оружие и оборудование. Это может быть снайперская винтовка, пистолет с глушителем, отмычка, взрывчатка, яд или даже катана — окончательное решение остаётся за игроком.
В феврале 2016 года было запущено закрытое бета-тестирование игры, доступное для пользователей, оформивших предзаказ игры. В бета-версии были доступны две миссии из пролога, соединённые сюжетной аркой, описывающей наём и испытание Сорок Седьмого агентством ICA. Помимо главного героя в бета-версии также появляется его связной Диана Бернвуд.
С момента выхода игра использовала антипиратскую защиту Denuvo, однако с 20 июня 2017 года вместе с очередным обновлением разработчиком защита была удалена. Одновременно с этим студия выпустила первые две миссии пролога в качестве бесплатного деморежима игры.

## Выпуск
Первоначально игру планировалось выпустить 8 декабря 2015 года, однако срок выхода был отложен до 11 марта 2016 года для того, чтобы разработчик смог сильнее проработать контент базовой игры.
Игра доступна в двух версиях — «Стартовый набор» и «GOTY edition», отличающихся доступом к цифровому контенту. Распространение игры проходит по эпизодической схеме, базовая игра содержит в себе пролог и миссию в Париже. Ещё две миссии — в Италии и Марракеше — стали доступны в апреле и мае 2016 года соответственно. Следующие миссии (место действия — Таиланд, США и Япония) выходили ежемесячно до конца 2016 года. В дополнение к ежемесячным обновлениям разработчиком анонсируются различные события и добавления контента. Выход игры на носителях был объявлен на январь 2017 года. Никаких «сезонных пропусков» и платного дополнительного загружаемого контента не планируется.
Пользователи Playstation 4 получили дополнительный эксклюзивный набор контрактов, связанных общей сюжетной линией — «The Sarajevo Six». Эта сюжетная линия происходит параллельно основному сюжету и посвящена устранению шестерых участников организации CICADA, обвиняемых в жестоких военных преступлениях.
Летом 2018 года, благодаря уязвимости в защите Steam Web API, стало известно, что точное количество пользователей сервиса Steam, которые играли в игру хотя бы один раз, составляет 1 534 824 человека.

## Отзывы и рецензии
| Игра          | GameRankings | Metacritic                             |
| ------------- | ------------ | -------------------------------------- |
| Hitman        | 84,67 %      | (PC) 83/100 (PS4) 84/100 (XONE) 85/100 |
| Intro Pack    | 78,35 %      | (PC) 75/100 (PS4) 77/100 (XONE) 75/100 |
| Sapienza      | 84,38 %      | (PC) 84/100 (PS4) 84/100 (XONE) 79/100 |
| Marrakesh     | 73,88 %      | (PC) 79/100 (PS4) 75/100               |
| Bonus Episode | N/A          | (PS4) 79/100                           |
| Bangkok       | 70,86 %      | (PC) 78/100 (PS4) 71/100               |
| Colorado      | 70,23 %      | (PC) 74/100 (PS4) 70/100               |
| Hokkaido      | 82,67 %      | (PC) 83/100 (PS4) 81/100               |

Игра получила преимущественно положительные отзывы критиков, хотя ряд нареканий вызвала эпизодическая подача сюжета. Средний балл Metacritic по обзорам игровой прессы и изданий — 83 из 100 для РС-версии и версии для PS4.

Как сериальному проекту игре не хватает самого главного — она не пробуждает острого желания срочно получить следующую серию. А в остальном это добротный симулятор наёмного убийцы.
— игровой журнал «Игромания»
Hitman была воспринята критиками как игра, однозначно принадлежащая игровой серии. Интернет-издание Giant Bomb назвало Hitman лучшей игрой 2016 года.